# Yūki Amami
Yūki Amami  (天海祐希?, Amami Yūki), pseudonimo di Yuri Nakano (中野 祐里?, Nakano Yuri; Tokyo, 8 agosto 1967), è un'attrice e doppiatrice giapponese.
Lavora per l'agenzia Ken-On.
Ha fatto parte per quasi un decennio, dal 1987 al 1995, del Takarazuka Revue, dove è stata la più giovane attrice della compagnia ad interpretare un ruolo maschile da protagonista.
In seguito si è dedicata soprattutto al cinema e alla televisione, dove ha partecipato a molti dorama di successo.

## Filmografia

### Televisione
- Onna Nobunaga (Fuji TV, 2013)
- Kekkon Shinai (Fuji TV, 2012)
- Kaeru no Oujo-sama (Fuji TV, 2012)
- Boss (Fuji TV, 2011)
- GOLD (Fuji TV, 2010)
- Wagaya no rekishi (Fuji TV, 2010)
- Fumo Chitai (Fuji TV, 2009)
- Boss (Fuji TV, 2009)
- Around 40 (TBS, 2008)
- Enka no Joou (NTV, 2007)
- Maguro (TV Asahi, 2007)
- Top Caster (Fuji TV, 2006)
- Kitchen Wars (Fuji TV, 2006)
- Kiken na aneki (Fuji TV, 2005, ep8)
- Onna no Ichidaiki: Koshiji Fubuki as Koshiji Fubuki (Fuji TV, 2005)
- Joō no kyōshitsu (NTV, 2005)
- Rikon Bengoshi 2 (Fuji TV, 2005)
- Last Present (NTV, 2004)
- Rikon Bengoshi (Fuji TV, 2004)
- Tengoku e no Ouenka Cheers (2004)
- Ryuuten no Ouhi - Saigo no Koutei (TV Asahi, 2003)
- Bara no Jyujika (Fuji TV, 2002)
- Toshiie and Matsu (NHK, 2002)
- Suiyoubi no Jouji (Fuji TV, 2001)
- Fighting Girl (Fuji TV, 2001)
- Renai Sagishi (TV Asahi, 1999)
- Shinsengumi Keppuroku (TV Asahi, 1998)
- Naguru Onna (Fuji TV, 1998)
- Singles (シングルス) (Fuji TV, 1997)

### Cinema
- Kaiji: The Ultimate Gambler (2009)
- Amalfi: Rewards of the Goddess (Amarufi: Megami no hôshû) (2009)
- The Magic Hour (2008) - donna in lutto
- Ponyo sulla scogliera (voce, 2008)
- Southbound (2007, Sausubaundo)
- The Battery (2007)
- Inu no Eiga (2005)
- Sekai no chūshin de, ai o sakebu (2004)
- Utsutsu (2002)
- Totsunyuseyo! Asama Sanso Jiken (2002)
- Sennen no Koi - Hikaru Genji Monogatari (2001)
- Yawaraka na Ho (2001)
- Rendan / Quartet for Two (2001)
- Inugami (2001)
- Kuro no Tenshi 2 (1999)
- Misty (1998)
- Ishimitsu Makiyo no Shogai (1998)
- Kurisumasu Mokushi-roku (1996)